# 长宁站 (上海市)
长宁火车站，位于中国上海市长宁区长宁路凯旋路265号，是一座已经被拆除的沪杭铁路内环线上的客运车站，站址即现上海轨道交通三号线中山公园站北侧，原站台结构现时依然可见。

## 历史

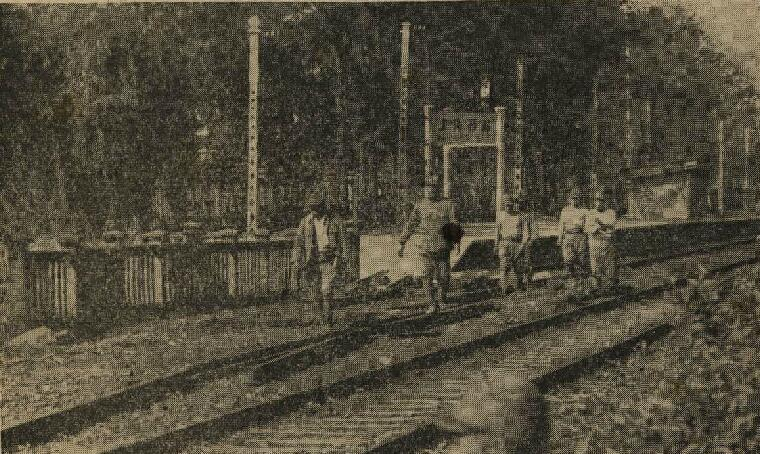
1937年上海西站内的日军

1915年3月，为联系铁路上海北站（沪宁线）与上海南站（沪杭甬线），专门建造了连接这两个干线的沪杭铁路沪西段，中间设“梵皇渡车站”。以邻近梵皇渡路（今万航渡路）而得名，別名“上海中站”。1916年4月，大部分路轨和跨河桥墩已完工。1916年11月8日，全线路轨接通。1916年12月4日上午，上海的军政要员、工商界人士等400多人，先乘火车沿新建线路参观，以苏州河铁路大桥最壮观，随后在苏州河南侧的该车站举行通车典礼。民国24年（1935年）定名为上海西火车站，简称“上海西站”。
本站的车站不大，有钢铁构建的天桥。占地面积约435平方米，房屋10间，雨棚1所，支桥1座。主建筑是钢筋混凝土结构三层楼，二层设候车室两间，可容纳约900人。另外还有客运值班室、行包房、问讯处、广播室等，设售票房二处、出口四个。
1989年1月1日，经中华人民共和国铁道部批准，真如站更名上海西站，原上海西站则更名为长宁站。
1997年正式停运。同年为建设上海轨道交通3号线，长宁站于1997年拆除。旧址现为上海轨道交通中山公园站。

## 停靠列车
中华人民共和国成立后，上海西站是沪杭铁路客运车站，属上海铁路局松江车务段管辖。设有三股道，分别通往杭州站、真如站（今上海西站）、上海站三个方向。该站主要停靠杭州方向的客运列车。
1975年后，为配合金山地区工程建设，始发金山客运列车4对（1970年代金山铁路支线建成通车后，该站开通往金山石化金山卫东站方向的客运列车）以及春节前后到宁波的普通客车。1987年1月，沪杭外环线建成通车，沪杭线旅客列车改成走外环线，本站停办沪杭线客运业务，专办发往金山卫东站方向的金山支线4对客车的始发和终到。随着上海市内公共交通的迅速发展，铁路金山支线营运业务不断萎缩，1997年正式停运。之后金山石化列车市区始发站南移至上海南站。